# 13月の女の子
『13月の女の子』（じゅうさんがつのおんなのこ）は、角畑良幸による舞台作品。
2017年1月25日から2月5日までの16公演が新宿村LIVEにて初演、また、2019年6月28日から7月7日までの16公演が新宿シアターモリエールにて再演された。2019年公演のキャッチコピーは、Aチームが「さよならが、近づいている」、Bチームが「もう一度、あいたい」。
この舞台作品を原案とした映画が2020年8月15日に公開された。

## キャスト（舞台）

### 2017年
- 相笠萌（AKB48)、平田梨奈、山本亜依
- 平口みゆき（palet）、橋本耀、小田島渚
- 太田希望、市川咲（仮面シスター）、大貫彩香
- 中川梨来（愛乙女☆DOLL）、山本瑚々南（閃光ロードショー）、八木ひなた（ぷちぱすぽ）
- 土光瑠里子（tokyo cheer2 party）、木戸優歩（ユイガドクソン）、谷中唯彩
- 海老原優花（アイドルカレッジ）、みゅう（絶対直球女子！プレイボールズ）、朝比奈里奈（Maria）
- 西葉瑞希（きゅい～ん’ズ）、小嶋結里亜、細川小百合
- 梅山涼（☆NonSugar）、想乃、竹内志奈
- 中西裕胡、奥田咲、高森ゆな
- 川添りな、渡邊彩加、辻わかな

### 2019年

#### Aチーム
- 達家真姫宝（AKB48）、磯原杏華、酒井萌衣
- 北村優衣、茜屋日海夏、倉田瑠夏
- 眞壁小百合、月城かなむ、佐々木麻里（アイドル諜報機関LEVEL7）
- 月日（RAY）、雛森りんご（Lion net girl）、櫻井まい（VeryVeryRedBerry）
- 星咲メグ（143∽）、一宮ゆい（群青の世界）、百千もね（夢幻クレッシェンド）
- 綾瀬絵梨香（Tokyo Flamingo）、濱田梨華子（Angel Eyes）、田沢涼夏（ANNA☆S）
- 片瀬美月、紫宮雷（僕のClove）、染谷音羽
- 佐々野愛美、天衣夢乃（SUGAR PLANET）、咲坂菜友（維新グラビティ）
- 濱岡志帆、七瀬真生子、篠塚沙由美

#### Bチーム
- 田野優花、大森莉緒、先斗ぺろ（劇場版ゴキゲン帝国）
- 長谷川かすみ、茜屋日海夏、南一花（ヤなことそっとミュート）
- 杉本愛莉鈴、小瀬田麻由、髙塚夏生
- 見上月梛（ぽけっとファントム）、月詠乃愛（ぽけっとファントム）、室井ゆう（エレクトリックリボン）
- 秋元結季（1ChanceYeahHoi）、瀬川のどか（キミイロプロジェクト）、星野桃叶（littlemore.）
- 高梨うみ（ミニスカポリス）、一色萌（XOXO EXTREME）、富樫未来
- 有村瞳（sherbet）、佐野あやか（突撃☆ランチボックス）、市瀬歩
- 中村まゆ、美月一架

## スタッフ（舞台）

### 2017年
- 演出 - 戸田彬弘
- 脚本 - 角畑良幸

### 2019年
- 原作 - 角畑良幸
- 脚色・演出 - 勝又悠（Aチーム）・森山智仁（Bチーム）
- 演出助手 - 鴎佐和志孝
- 舞台美術・舞台監督 - 森貴裕（M.T.Lab）
- 音響 - 鈴木大介
- 照明 - 萩原賢一郎
- カメラマン - 下田雅博
- ヘアメイク - 赤井瑞希
- 制作協力 - 古屋太朗

## 映画
舞台作品を原作として、2020年8月15日に公開された日本映画。監督は戸田彬弘、主演は、映画初主演となる小宮有紗。
亡くなった親友を求めて、平行世界に行くという不思議な体験をする女の子達のピュアな友情を描いたSFファンタジー。近年の映画作品では珍しく、全編が4:3の画角で製作されている。
キャッチコピーは「どうしても、会いたかった。」。
2021年2月3日にギャガよりDVDが発売された。

### あらすじ（映画）
高校生の穴森一穂は、友だち付き合いが苦手でクラスに馴染めずにいた。そんなある日、唐木田巫女が発作で倒れたのを助けたのがきっかけで、二人は親しくなるが、半年後、巫女は入院中に亡くなってしまう。悲しみに暮れている一穂に一通の手紙が届き、巫女のことで話があるからと夜の校舎に呼び出される。
そこには、巫女の死と同時に現れた謎の転校生・浮間莉音が待っており、自分は別の世界から来た巫女で一穂に会いに来たと言う。とても信じられないと言う一穂だったが、どうしても巫女に会いたいという思いから莉音の持っていた薬を飲み、世界線を越える。
一穂は平行世界の校舎で倒れ込んでおり、莉音の姿になって起き上がる。掛けられたカレンダーは「13月」となっていた。巫女と再会することができ、自分は一穂で巫女に会いに来たと言うと、元の世界での彼女の心臓病を言い当てたことなどからあっさりと信じるという。
また、この平行世界では今年3回大きな地震があり、この周辺では一番丈夫なこの学校だけは無事に残ったが、通信も交通もすべて途絶えており、家族を失ったり行く所がない生徒は、安全で寮もある学校に残って共同生活を送ることにしているという。
学校に1人いた男性教師が生徒を何人か連れて、食料や物資を探しに街に出かけたが、2週間経っても帰ってこない。このままでは、残った食料も底をつき春まではとても持たないので、青砥景の提案で皆で投票をして、学校から出て行く人を決めようとする。

### キャスト（映画）

#### 主要人物
穴森一穂（あなもり かずほ）
演 - 小宮有紗
引っ込み思案でクラスに馴染めずにいた。発作で倒れた巫女を助けたのがきっかけで巫女と親しくなる。
唐木田巫女（からきだ みこ）
演 - 秋本帆華
心臓病（僧帽弁狭窄症）を患っている。絵を描くのが好きで、一穂の肖像画を描く。
平行世界の巫女は地震で両親を亡くしており、こちらでも宿命のように心臓病を患っている。
浮間莉音（うきま りおん）
演 - 萩原みのり
巫女の死と同時に現れた謎の転校生。物語のキーとなる役割を担う。

#### 学校の生徒
辰巳涼子（たつみ りょうこ）
演 - 茜屋日海夏
青砥景（あおと けい）
演 - 田野優花
学校の備蓄食料にも限りがあるからと学校を出て行く人を決める投票を持ちかける。
一之江瑞樹（いちのえ みずき）
演 - 北村優衣
大学生の彼氏と付き合っていたが、振られている。
和光望（わこう のぞみ）
演 - 大森莉緒
投票が終了した後で、もうここには居たくないと言って早苗と一緒に学校を出て行く。
八坂百子（やさか ももこ）
演 - 酒井萌衣
中神早苗（なかがみ さなえ）
演 - 磯原杏華
平行世界では、ほのかと仲がいい。投票の結果、学校から追放となる。
乃木真琴（のぎ まこと）
演 - 長谷川かすみ
早苗を騙すような形で追放になるようにしてしまう。
奥沢ほのか（おくざわ ほのか）
演 - 石川瑠華
平行世界のほのかは聴覚障害がある。
追放を決める投票で、「一番残ってほしい人に投票すること」と真琴にメモを渡され、早苗に投票してしまう。
四ツ木まどか（よつぎ まどか）
演 - 愛菜
彼氏がいて、時々電話で話している。
蓮沼鈴（はすぬま すず）
演 - 杉本愛莉鈴 

#### 学校の先生
三ノ輪由梨（みのわ ゆり）
演 - 今野杏南
養護教諭。
井上努（いのうえ つとむ）
演 - 津田寛治
担任の先生
巫女の両親から、入院中に巫女の容態が急変して亡くなったと連絡があったことを伝える。

#### 穴森家の関係
穴森七海（あなもり ななみ）
演 - 中島由貴
一穂の妹。
上町瑠衣
演 - 小瀬田麻由
穴森姉妹の父と付き合っている。父の帰りが遅くなる日に食事を作りに来てくれる。

### スタッフ（映画）
- 監督 - 戸田彬弘
- 脚本 - 角畑良幸[6]
- 主題歌 - 湯木 慧「一期一会」(LD&K/SPEEDSTAR RECORDS)[7]
- エグゼクティブプロデューサー - 萩原烈[6]
- プロデューサー - 戸田彬弘[6]
- ラインプロデューサー - 田中佐知彦[6]
- 撮影 - 春木康輔[6]
- 照明 - 大久保礼司[6]
- 録音 - 吉方淳二[6]
- 美術 - 中村哲太郎[6]
- ヘアメイク - 七絵[6]
- 編集 - 戸田彬弘[6]
- 音楽 - 茂野雅道 [6]
- 助監督 - 山口晋策[6]
- 制作担当 - 深澤知[6]
- スチール・宣伝美術 - 柴崎まどか[6]
- キャスティング - 熊谷明良、岡本信之[6]
- グレーディング - 春木康輔[6]
- 音響効果・MA - 吉方淳二[6]
- 企画 - Dormi[6]
- 制作・配給 - チーズfilm[6]
- 製作 -「13月の女の子」製作委員会（Dormi）